# Brenda Aguiar
Brenda Aguiar Dos Santos (ur. 1992) – brazylijska zapaśniczka walcząca w stylu wolnym. Srebrna medalistka mistrzostw panamerykańskich w 2022 i brązowa w 2021, a także mistrzostw Ameryki Południowej w 2017 i 2019 roku.